# Wolfgang Windfuhr

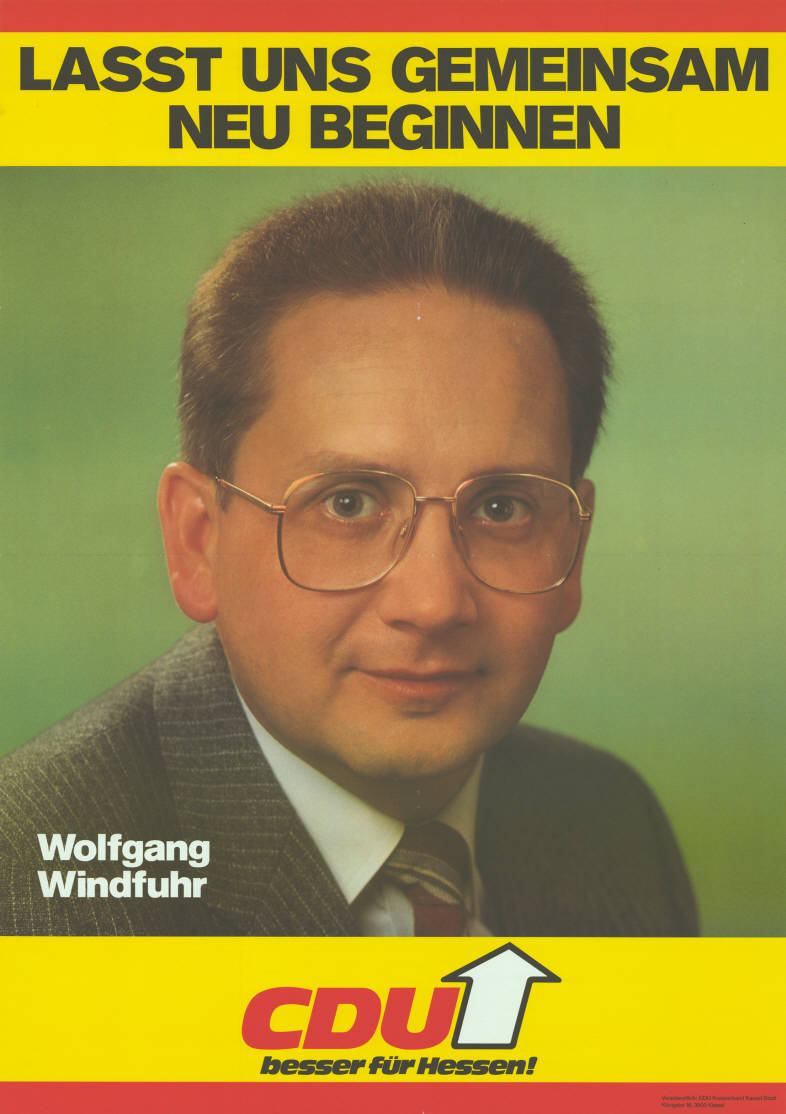
Wolfgang Windfuhr auf einem Wahlplakat zur Landtagswahl 1978

Wolfgang Windfuhr (* 28. Juni 1936 in Lüdenscheid; † 10. September 2018) war ein deutscher Pädagoge und Politiker (CDU).

## Leben und Beruf
Nach dem Besuch der Volksschule und dem Abitur am Gymnasium in Lüdenscheid nahm Windfuhr ein Studium der Germanistik, Geschichte, Philologie und Pädagogik in Marburg und Bonn auf, welches er mit beiden Staatsexamen für das höhere Lehramt beendete. Anschließend trat er in den Schuldienst ein und war als Gymnasiallehrer an der Goetheschule in Kassel tätig.
Windfuhr war von 1974 bis 1997 Aufsichtsratsmitglied der documenta GmbH Kassel. 1990 wurde er Geschäftsführer des Landesverbands Hessen im Bundesverband der Pharmazeutischen Industrie. Außerdem fungierte er von 1997 bis 2006 als Präsident der Brüder Grimm-Gesellschaft.

## Partei
Windfuhr war Mitglied der CDU.

## Abgeordneter
Windfuhr war von 1968 bis 1993 Ratsmitglied der Stadt Kassel und dort zeitweise Vorsitzender der CDU-Fraktion. Er gehörte von 1974 bis 1991 dem Hessischen Landtag an und beschäftigte sich dort vor allem mit der Kulturpolitik.

## Öffentliche Ämter
Windfuhr wurde 1993 als Stadtrat Mitglied des Magistrats der Stadt Kassel.

## Ehrungen
- 1986: Bundesverdienstkreuz am Bande
- 1997: Bundesverdienstkreuz 1. Klasse
- 2002: Wappenring der Stadt Kassel